# Goldjäger in Afrika
Goldjäger in Afrika ist eine US-amerikanische Reality-TV-Serie, welche von 2012 bis 2013 auf dem Discovery Channel ausgestrahlt wurde. In Deutschland ist die Serie auf dem Sender DMAX zu sehen.

## Handlung
Nachdem die beiden US-Amerikaner George Wright und Scott Lomu während der Finanz- und Immobilienkrise von 2008 alle Ersparnisse verloren haben, sehen diese ihr Glück in den Goldvorkommen Ghanas. Auf dem erworbenen Abbaugebiet (Claim) soll sich Gold im Wert von über 1,5 Millionen Dollar befinden. Während ihrer Zeit in Ghana haben Wright und Lomu permanent mit Schwierigkeiten zu kämpfen. Unter anderem stellen sich technische Problemen mit den eigenen Maschinen ein. Zudem verhindern schlechtes Wetter, Korruption und bewaffnete Para-Militärs die erfolgreiche Goldgewinnung.
Im Laufe der zweiten Staffel werden Wright und Lomu durch einen Erlass des Ministers für Bodennutzung und natürliche Ressourcen per Haftbefehl gesucht, kurz nach Beginn der Ausstrahlung der ersten Staffel der Serie im ghanaischen Fernsehen. Beide werden beschuldigt, ohne Genehmigung nach Gold zu suchen. Da ebenfalls das gesamte Discovery Channel Team gesucht wird, beschließen alle eine gemeinsame Flucht aus dem Land. Auf verschiedenen Wegen begibt sich das gesamte Team auf den Weg in Richtung Landesgrenze. Obwohl Wright und Lomu stets betonen, zu jeder Zeit mit Genehmigung der ghanaischen Regierung zu handeln, scheint eine Flucht alternativlos. Laut ghanaischem Recht könnte das gesamte Team ohne begründeten Verdacht bis zu fünf Jahre in einem Gefängnis festgehalten werden.

## Episodenliste

### 1. Staffel (2012)
| Nr. (ges.) | Nr. (St.) | Deutscher Titel          | Originaltitel             | Erstausstrahlung USA | Deutschsprachige Erstausstrahlung (D) |
| ---------- | --------- | ------------------------ | ------------------------- | -------------------- | ------------------------------------- |
| 1          | 1         | Aufbruch nach Kumasi     | Culture Shock             | 26. Okt. 2012        | 25. Dez. 2012                         |
| 2          | 2         | Land unter               | Hell and High Water       | 2. Nov. 2012         | 8. März 2013                          |
| 3          | 3         | Riskante Geschäfte       | Shots Fired               | 9. Nov. 2012         | 15. März 2013                         |
| 4          | 4         | Nervensache              | Broken Man                | 16. Nov. 2012        | 22. März 2013                         |
| 5          | 5         | Keine goldenen Zeiten    | Desperate Measures        | 23. Nov. 2012        | 5. Apr. 2013                          |
| 6          | 6         | Ein verlockendes Angebot | Mad Scramble              | 30. Nov. 2012        | 12. Apr. 2013                         |
| 7          | 7         | Doppelt oder Nichts      | Armed Robbery             | 7. Dez. 2012         | 19. Apr. 2013                         |
| 8          | 8         | Behind The Scenes        | Behind The Scenes Special | 14. Dez. 2012        | 20. Sep. 2013                         |

### 2. Staffel (2013)
| Nr. (ges.) | Nr. (St.) | Deutscher Titel      | Originaltitel       | Erstausstrahlung USA | Deutschsprachige Erstausstrahlung (D) |
| ---------- | --------- | -------------------- | ------------------- | -------------------- | ------------------------------------- |
| 9          | 1         | Pakt mit dem Teufel  | Deal with the Devil | 11. Aug. 2013        | 27. Sep. 2013                         |
| 10         | 2         | Die Bewährungsprobe  | Family Emergency    | 18. Aug. 2013        | 4. Okt. 2013                          |
| 11         | 3         | Nackte Angst         | Run & Gun           | 18. Aug. 2013        | 11. Okt. 2013                         |
| 12         | 4         | Gefährliches Terrain | Bailed Out          | 1. Sep. 2013         | 18. Okt. 2013                         |
| 13         | 5         | Der Überfall         | Wild Ride           | 6. Sep. 2013         | 25. Okt. 2013                         |
| 14         | 6         | Auf der Flucht       | Run for the Border  | 6. Sep. 2013         | 1. Nov. 2013                          |

## Ableger
In den folgenden Ländern ist bzw. war Goldjäger in Afrika ebenfalls zu sehen.
| - / Discovery Channel Australien: Jungle Gold - Discovery Channel Dänemark: Jungle Gold - Discovery Channel Indien: Jungle Gold - Discovery Channel Kanada: Jungle Gold - Discovery Channel Niederlande: Jungle Gold | - Discovery Channel Norwegen: Jungle Gold - Discovery Channel Polen: Dżungla złota (Jungle Of Gold) - Discovery Channel Schweden: Jungle Gold - Discovery Channel Ungarn: A dzsungel aranya (A Golden Jungle) - Discovery Channel Vereinigtes Königreich: Jungle Gold |